# フライブルク市電GT8Z形電車
フライブルク市電GT8Z形電車（フライブルクしでんGT8Zがたでんしゃ）は、ドイツの都市であるフライブルク・イム・ブライスガウの路面電車のフライブルク市電で使用されている車両。車内の多くの部分の床上高さを下げた部分超低床電車で、GT8MNZ形やGT8D-MNZ形とも呼ばれる。

## 概要
フライブルク市電には、1970年代以降GT8形と呼ばれる一連の3車体連接車が導入されていた。これらの車両は前後車体の台枠が中間車体の床下に伸びており、中間車体は事実上台車が設置されていない構造になっているのが特徴である。これにより、急曲線が多いフライブルク市電の線形条件に対応しながらも車両単位の輸送力を向上させる事が可能となっている他、全ての台車に主電動機を搭載する事が容易となり、勾配区間への走行の安定も図られている。
GT8Z形も同様の特殊な連接構造を有しているが、それまでの車両とは車体デザインが角ばった箱型形状に大きく変更されている他、台車が設置されている箇所を除いた車内全体の48 %が床上高さが低くバリアフリーに適した低床構造になっているのが特徴となっている。これは、GT8Z形が導入された1990年代以降、バリアフリーに対応している超低床電車の需要が高まっていたのが要因であり、先に導入されたGT8N形に続く事例となっている。また、それまでのGT8形と異なりGT8Z形は前後車体に運転台が存在する両運転台車両である。

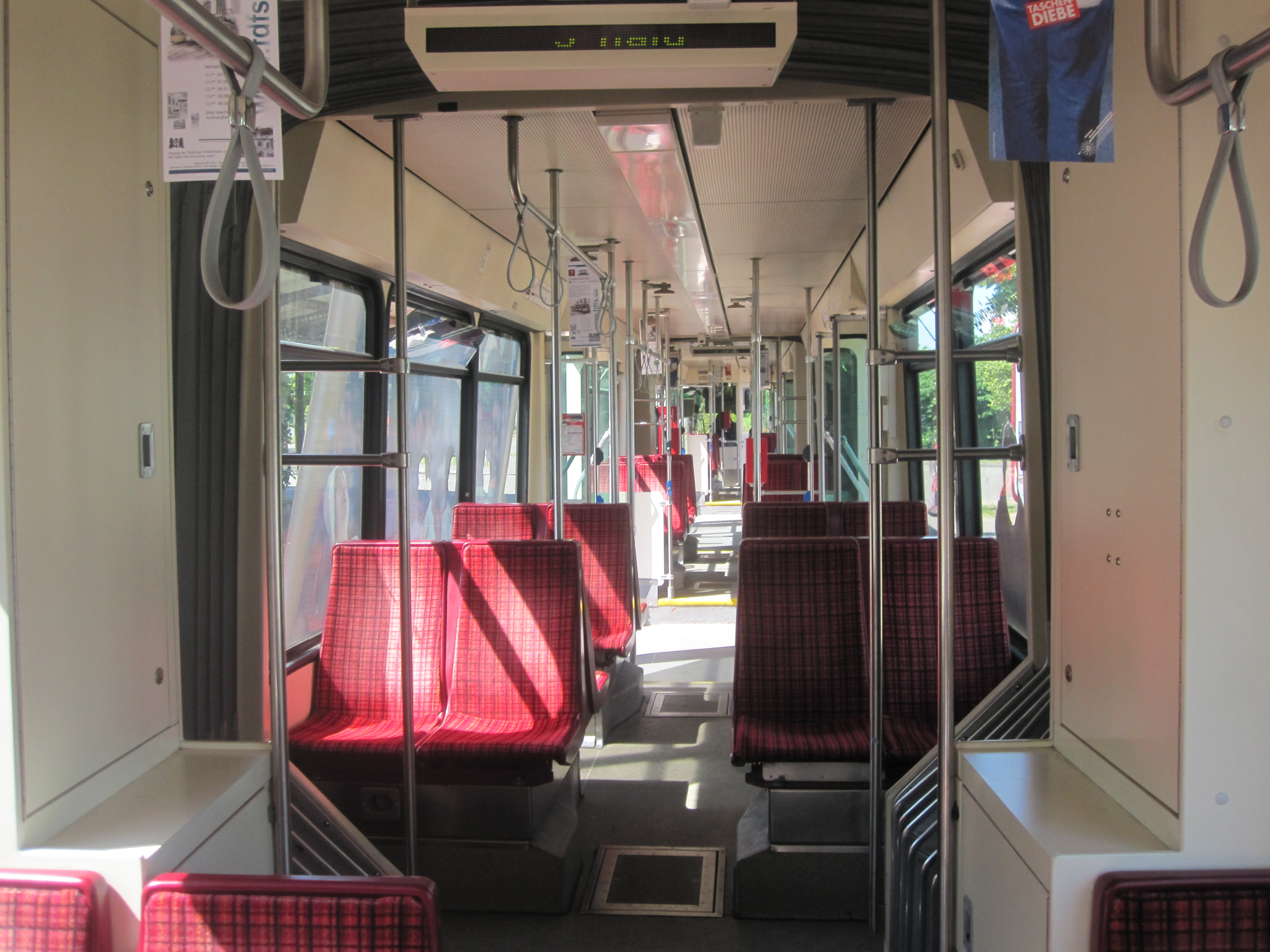
車内

1993年から導入が始まり、1994年までに全26両（241 – 266）が導入され、旧型車両の置き換えが実施された。2012年から2021年にかけては全車を対象に車体の修繕、電気機器の交換といった更新工事が施工されており、2023年現在も全車両が在籍する。

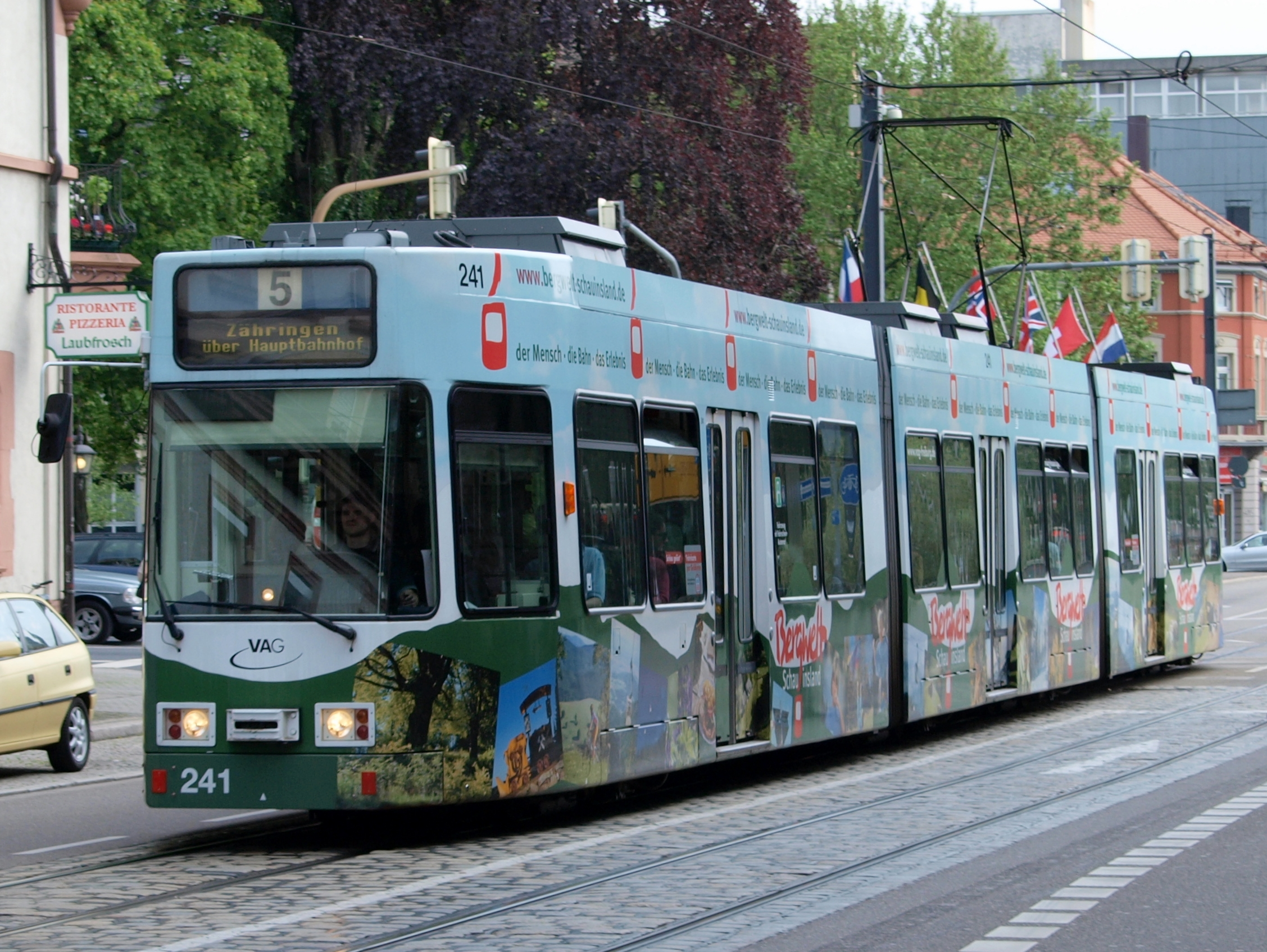
広告塗装
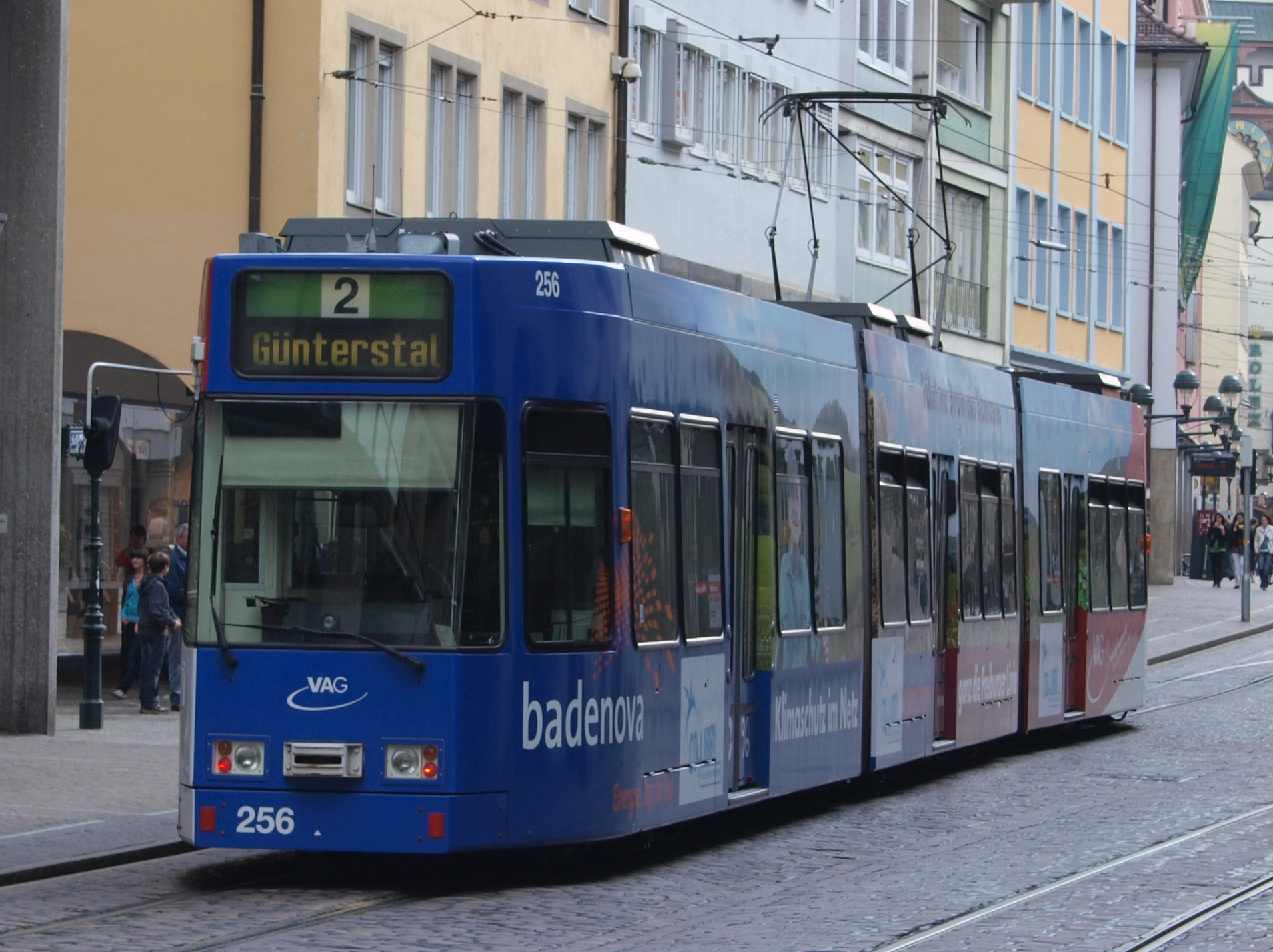
広告塗装
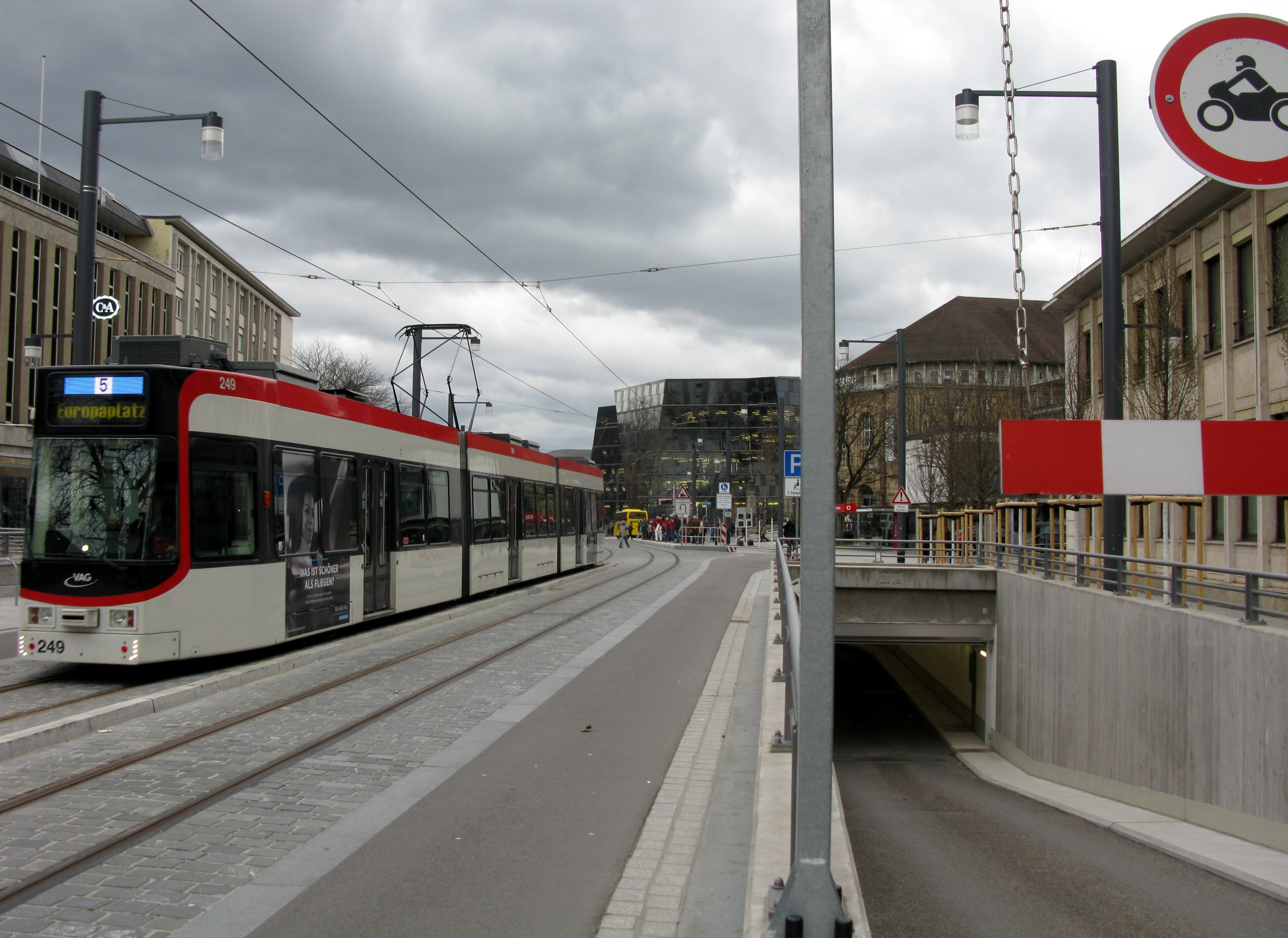
更新車両は塗装が変更されている（2019年撮影）